# 陈振林
陈振林（1968年5月—），男，河南睢县人，中华人民共和国政治人物，现任中国气象局局长。

## 生平
1986年毕业于河南省睢县高级中学，考入南京气象学院，后在中国气象局工作。2004年后，历任国际合作司副司长，预测减灾司副司长，应急减灾与公共服务司副司长等职。2009年9月，任中国气象局应急减灾与公共服务司司长兼新闻发言人。2014年6月，任上海市气象局局长。2017年11月，任中国气象局办公室（应急管理办公室）主任兼新闻发言人。2020年4月至2022年5月，任中国气象局人事司司长。2021年9月9日，任中国气象局副局长。2023年3月22日，任中国气象局局长。
2023年6月，当选世界气象组织执行理事会成员。